# Enicospilus teremariae
Enicospilus teremariae là một loài tò vò trong họ Ichneumonidae.